# Rutinaktivitetsteorin
Rutinaktivitetsteorin är en teori inom kriminologi samt en metod för brottsbekämpning och brottsprevention. Teorin formulerades 1979 av de två amerikanska kriminologerna Lawrence Cohen och Marcus Felson och bygger på rational choice-teori. Rutinaktivitetsteorin inordnas vanligen inom kategorin kontroll- och tillfällesstrukturteori och är kriminalpolitiskt sett ideologiskt konservativ. Därmed skiljer sig den ideologiskt från konfliktteorierna. Rutinaktivitetsteorin utgör, tillsammans med rational choice-teori, grunden för den samtida ortodoxa administrativa kriminologin.

## Syfte och innehåll
Rutinaktivitetsteorins huvudsyfte är att förklara förändringarna i brottsnivån på aggregerad nivå och är således en makroteori. Teorin menar att förändringar i vardagsbrottsligheten så som stöld, skadegörelse och inbrott är intimt förknippade med vardagens olika rutiner och situationer. Förutsättningen för brottsligheten är enligt teorin samspelet mellan tre faktorer: motiverad förövare, lämpligt objekt och avsaknad av någon form av avskräckande faktorer, i teorin kallade kapabla väktare. Kapabla väktare kan till exempel vara närvaro av andra människor, olika bevakningssystem eller designade miljöer (se exempelvis Brottsprevention genom arkitektonisk design). Rutinaktivitetsteorin är den vanligaste utgångspunkten i modern brottsprevention.

### Explicita antaganden
- Att de flesta brott är snatteri och småstölder.
- Att de flesta brott inte rapporteras till polisen.
- Att brott varken är spektakulärt eller märkvärdigt; det är vardagligt och händer hela tiden.
- Att brottsligheten i stort är opåverkad av sociala orsaker som fattigdom, ojämlikheter och arbetslöshet.

### Implicita antaganden
- Att individer har förmåga att adekvat bedöma de variabler teorin menar är förutsättningar för brott.
- Teorin förutsätter ahistoricistiska naturaliserade antaganden angående det kapitalistiska produktionssättet.

### Kritik
Bland beteendevetare är rutinaktivitetsteorin kontroversiell då man menar att sociala och ekonomiska faktorer som utgör bakomliggande orsaker till brottsligheten ignoreras. Teorin har däremot visat sig ha förtjänster i förklaringen av brott som enkelt kan neutraliseras, såsom upphovsrättsbrott (se fildelning), stöld på arbetsplatser och företagsbrottslighet.

## Vardagsrutiner
Rutinaktivitetsteorin menar att brottslighet är något normalt förekommande och beror på de tillfällen som erbjuds; brott begås hela tiden och är i sig inte spektakulärt eller dramatiskt. Den brottsliga aktiviteten beror på vardagslivets rutiner såsom sömn, arbete, skola, fritidsaktiviteter och så vidare. De strukturella förhållandena som teorin tar sin utgångspunkt i är rumsliga och tidsmässiga omständigheter som rör hela samhället och därmed dess hela utveckling. Rutinaktivitetsteorin har alltså ett makroperspektiv som syftar till att förklara brottslighetens orsaker (men inte varför vissa begår fler brott än andra) samt dess förändring i hela samhället. Teorins konsekvens blir att någon avgörande förändring i brottslighetens omfattning inte kan ske utan avgörande samhällsförändringar, eftersom brottsligheten har sin utgångspunkt i våra vardagliga rutiner.

## Tre förutsättningar för brott

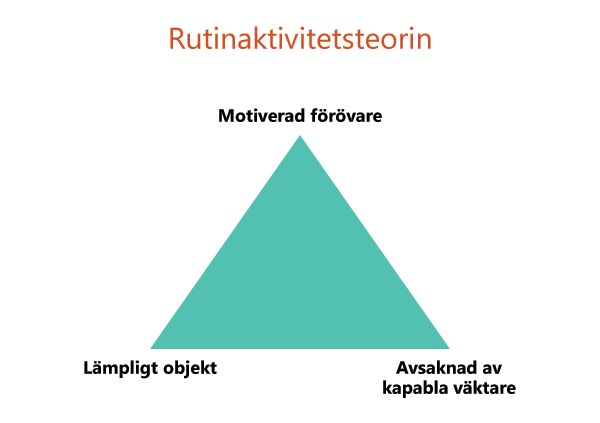
Triangelfiguren visar hur rutinaktivitetsteorin kan illustreras.

Rutinaktivitetsteorin, med utgångspunkt i rational choice-teori, betonar vikten av rationalitet vid normbrytande beteende, det vill säga att gärningsmannen gör en medveten riskbedömning: Om ett objekt inte är tillräckligt skyddat och värdet på objektet är värt risken för förövaren så har vi ett brottstillfälle. Grundelementen i rutinaktivitetsteorin utgörs av tre delar:
1. En motiverad förövare
2. Ett lämpligt objekt
3. Avsaknaden av kapabla väktare

Lika enkelt som ett brott sker i teorin genom de tre beståndsdelarnas ömsesidiga samverkan anser teorin att brott kan undvikas eller förhindras genom att ett av de tre elementen tas bort ur ekvationen.

### Det lämpliga objektet
Graden av ett lämpligt objekt för en motiverad förövare, i den situationen som väktare saknas, avgörs av fyra kriterier:
1. Objektets värde
2. Objektets tröghet
3. Objektets synlighet
4. Objektets tillgänglighet

### Vallpojke
I boken Introduktion till kriminologi ger Jerzy Sarnecki ett exempel på brottspreventivt tänkande med historisk anknytning: 
| ”                | När tidelag uppfattades som ett allvarligt samhällsproblem förbjöd man pojkar att gå vall. Denna regel tillkom inte som ytterligare ett utslag av könsdiskriminering (av flickor), utan var istället faktiskt ett utslag av ett mycket modernt brottspreventivt tänkande. Man visste att det nästan uteslutande var pojkar som begick tidelagsbrott. Att låta pojkarna under längre tid vistas ute på betesmarkerna i sällskap med de vallande djuren och utan vuxens tillsyn, ansågs ge alltför många tillfällen till brott. | „ |
| – Jerzy Sarnecki | |   |

I situation finns de tre elementen bakom rutinaktivitetsteorin: pojken är förövaren, djuren är lättillgängliga objekt/offer, pojkens ensamhet med djuren är i frånvaron av kapabla väktare. För att undvika brott förbjuds pojkar att gå vall.

## Målsättning
Rutinaktivitetsteorins målsättning är att försvåra möjligheten att begå brott. Detta sker genom att tillgången till kapabla väktare och att de kapabla väktarnas förmåga ökar, vilket ger en ökad upptäcktsrisk. Det kan handla om kamerabevakning i bostadsområden och på parkeringsplatser, tekniskt skydd för varor som är stöldbegärliga och att minska värdet på ett stöldbegärligt objekt som mobiltelefoner (genom att snabbt spärra telefonen hos operatören efter att de blivit stulna).